# Schillingstedt
Schillingstedt este o comună din landul Turingia, Germania.